# Murayama Yasuaki
Murayama Yasuaki (村山 慈明 (Thôn Sơn Từ Minh)) sinh ngày 9 tháng 5, 1984 (Chiêu Hòa thứ 59) tại TP Hino, Tokyo là một kỳ thủ shogi chuyên nghiệp đạt cấp độ Bát đẳng người Nhật Bản.

## Sự nghiệp
Vào năm 1995, khi đang học lớp 5 tiểu học tại Trường tiểu học số 3 của Hino, Murayama đã vô địch Tiểu học sinh Danh Nhân chiến và gia nhập Trường đào tạo Kỳ thủ.
Sau 2 năm và 4 kỳ tại Trường đào tạo kỳ thủ, vào mùa thu năm 2003, Murayama đã thăng lên Tứ đẳng và trở thành kỳ thủ chuyên nghiệp. Không lâu sau đó, anh đã trở nên nổi bật với thành tích vượt qua vòng Sơ loại tại Giải Vô địch Asahi mở rộng lần thứ 23 vào mùa giải 2004 để tiến vào vòng chung kết. Ngoài ra, ở mùa giải 2005 sau đó, tại Vương Tọa chiến kỳ 53, anh đã thắng 6 ván liên tiếp trước những kỳ thủ lão làng như Matsuo Ayumu, Hashimoto Takanori, Akutsu Chikara, và Shima Akira và chỉ còn cách một bước để tiến vào vòng Chung kết khi chịu thua Senzaki Manabu ở chung kết của vòng Sơ loại thứ Hai.
Trong mùa giải 2006, Murayama về nhì tổ 6 Long Vương chiến kỳ 19 và được thăng lên tổ 5.
Trong mùa giải 2007, anh có vô địch một giải không danh hiệu lần đầu tiên khi vô địch Tân Nhân Vương chiến kỳ 38. Ngoài ra, tại hạng C2 của Thuận Vị chiến kỳ 66, Murayama thắng liền 9 ván sau 1 ván thua đầu tiên và xếp thứ nhất chung cuộc để được thăng lên hạng C1 sau 4 kỳ ở hạng C2. Cũng trong mùa giải này, anh chiến thắng hạng mục Tỷ lệ thắng cao nhất (36 thắng - 10 thua, tỷ lệ 0,783) tại kỳ Đại Thưởng.
Trong mùa giải 2010, Murayama chiến thắng tổ 4 Long Vương chiến kỳ 23 và tham gia vòng Chung kết lần đầu tiên (và bị loại ngay ván đầu tiên).
Trong mùa giải 2011, Murayama đã tiến vào vòng Xác định Khiêu chiến giả của Vương Vị chiến kỳ 52. Cho đến vòng 4, anh vẫn chưa để thua ván nào và đã chiến thắng cả những kỳ thủ kỳ cựu như Satō Yasumitsu và Miura Hiroyuki. Tại vòng 5 - vòng cuối cùng, anh đã để thua Habu Yoshiharu (đã thua 1 ván) và thua ván playoff giữa hai người sau đó, bỏ lỡ cơ hội tiến vào ván Xác định Khiêu chiến giả. Tuy nhiên anh vẫn thành công trụ lại vòng Xác định Khiêu chiến giả, giai đoạn nổi tiếng là dễ bị loại. Ở kỳ 53 sau đó, với thành tích 2 thắng - 3 thua, Murayama đã bị loại khỏi vòng Xác định Khiêu chiến giả. Anh đã trở loại và vượt qua vòng Sơ loại tại kỳ 54, qua đó thành công tham gia vòng Xác định Khiêu chiến giả Vương Vị chiến 3 kỳ liên tiếp. Tuy nhiên Murayama đã bị loại khi chỉ thắng được 1 ván trước Sasaki Makoto.
Tại hạng C1 Thuận Vị chiến kỳ 71 (kỳ thứ 5 của Murayama ở hạng này), trừ ván thua ở vòng 8 trước Kanai Kōta, anh toàn thắng các ván còn lại, xếp thứ 2 chung cuộc sau Inaba Akira và thăng lên hạng B2. Ở kỳ sau đó, anh làm điều tương tự, xếp thứ 2 sau Satō Amahiko và thăng lên hạng B1. Do thăng lên hạng B1 Thuận Vị chiến, anh cũng được thăng lên Thất đẳng.
Vào năm 2015, tại Điện Vương chiến kỳ cuối cùng, đối thủ của anh ở ván 4 là máy tính Ponanza. Bản thân anh đã ứng cử tham gia ván đấu này, tuy nhiên anh đã thua cuộc do thế cờ chuyển xấu.
Trong mùa giải 2015, trong Cúp NHK được phát trực tiếp trên truyền hình, Murayama lần lượt vượt qua Yashiro Wataru (kỳ thủ lần đầu tiên tham gia) ở vòng 1, Sugai Tatsuya ở vòng 2, đương kim vô địch Moriuchi Toshiyuki ở vòng 3, Toyoshima Masayuki ở tứ kết, Hirose Akihito ở bán kết, và cuối cùng là Chida Shōta ở chung kết để vô địch giải đấu này lần đầu tiên. Tuy nhiên, ở hạng B1 Thuận Vị chiến kỳ 74, anh xếp thứ 12 chung cuộc với thành tích 3 thắng - 9 thua và bị giáng trở lại hạng B2.
Vào ngày 11 tháng 2 năm 2017, tại chung kết Cúp Asahi mở rộng lần thứ 10 giữa Murayama và Yashiro Wataru, tình thế ở tàn cuộc đã chuyển từ rối loạn thành thế cờ bất lợi cho Murayama và anh đã thua cuộc và về nhì giải đấu.
Tại Long Vương chiến kỳ 30 (mùa giải 2017), Murayama đã chiến thắng tổ 3 và trở lại vòng Chung kết sau 7 năm. Anh đã đánh bại Satō Yasumitsu (nhì tổ 2) trước khi chịu thua Habu Yoshiharu (nhì tổ 1).
Trong mùa giải 2018, Murayama đã trở lại vòng Xác định Khiêu chiến giả của Vương Vị chiến sau 5 năm tại kỳ 59. Với thành tích 3 thắng - 2 thua, anh đã bị loại một lần nữa.

## Lối đánh
Murayama là một người chơi Cư Phi Xa. Anh nổi tiếng vì nghiên cứu khai cuộc rất sâu. Khi Murayama Satoshi, người cùng họ với anh, còn sống, có câu nói rằng "Hãy nghe lời Murayama (Satoshi) khi nói về tàn cuộc". Dựa trên câu nói này, Murayama Yasuaki cũng được biết đến qua câu nói "Hãy nghe lời Murayama (Yasuaki) khi nói về khai cuộc".

## Đời tư
Trong giới Shogi chuyên nghiệp, cùng với Watanabe Akira và Tobe Makoto, Murayama Yasuaki là một trong "Ba con quạ" nổi tiếng vì sự thẳng thắn.
Khi nói chuyện riêng, Murayama thường được gọi theo âm đọc on'yomi của tên riêng mình, Jimei. Trên một buổi phát sóng trực tiếp trên kênh truyền hình Niconico, anh cũng tự giới thiệu mình là "Jimeko Nữ lưu Thất cấp".
Murayama tổ chức lễ thành hôn vào năm 2014, khi đã 30 tuổi. Có nhiều kỳ thủ chuyên nghiệp tới dự lễ thành hôn của anh.
Trong mùa giải 2016, Murayama giảng dạy trên kênh NHK trong một loạt bài giảng được đặt tên "Những kỹ thuật khai cuộc nên biết".
Trong mùa giải 2019, anh chuyển từ Kantō đến Kansai để tìm một môi trường tốt hơn để giúp anh thăng lên hạng A và khiêu chiến Danh Nhân. Cùng với đó, anh đã có 10 buổi luyện tập với "Hội Habu" của Habu Yoshiharu, Kimura Kazuki, và Matsuo Ayumu, và với hội nghiên cứu của Fujii Takeshi, Namekata Hisashi, và Satō Amahiko (giải thế cuối năm 2018).

## Lịch sử thăng cấp
| Ngày              | Đẳng cấp          | Ghi chú                                                                                |
| ----------------- | ----------------- | -------------------------------------------------------------------------------------- |
| Năm 1995          | Lục cấp (6-kyu)   | Gia nhập Trường đào tạo kỳ thủ                                                         |
| Năm 1998          | Sơ đẳng (1-dan)   |                                                                                        |
| Tháng 10 năm 2000 | Nhị đẳng (2-dan)  |                                                                                        |
| Tháng 7 năm 2001  | Tam đẳng (3-dan)  | Tham gia Giải Tam đẳng từ lần thứ 30                                                   |
| 1 tháng 10, 2003  | Tứ đẳng (4-dan)   | Xếp thứ 1 Giải Tam đẳng lần thứ 33                                                     |
| 14 tháng 12, 2007 | Ngũ đẳng (5-dan)  | Thắng 100 ván chính thức sau khi lên chuyên (tổng thành tích: 100 thắng - 53 thua)     |
| 17 tháng 5, 2012  | Lục đẳng (6-dan)  | Thắng 120 ván chính thức sau khi lên Ngũ đẳng (tổng thành tích: 220 thắng - 120 thua)  |
| 13 tháng 3, 2014  | Thất đẳng (7-dan) | Thăng lên hạng B1 Thuận Vị chiến (tổng thành tích: 277 thắng - 140 thua)               |
| 21 tháng 6, 2023  | Bát đẳng (8-dan)  | Thắng 190 ván chính thức sau khi lên Thất đẳng (tổng thành tích: 467 thắng - 282 thua) |

## Thành tích chính

### Vô địch giải không danh hiệu
- Tân Nhân Vương chiến: 1 lần (Lần thứ 38)
- Cúp NHK: 1 lần (Lần thứ 65)

#### Chiến thắng tổ Long Vương chiến
- Kỳ 23 (năm 2010): Chiến thắng tổ 4
- Kỳ 37 (năm 2017): Chiến thắng tổ 3

### Thăng/giáng hạng/tổ
| Đầu mùa giải | Thuận Vị chiến | Thuận Vị chiến  | Thuận Vị chiến  | Thuận Vị chiến  | Thuận Vị chiến  | Thuận Vị chiến  | Thuận Vị chiến  | Thuận Vị chiến  | Long Vương chiến | Long Vương chiến | Long Vương chiến | Long Vương chiến | Long Vương chiến | Long Vương chiến | Long Vương chiến | Long Vương chiến |
| Đầu mùa giải | Kỳ             | Danh Nhân       | Hạng A          | Hạng B          | Hạng B          | Hạng C          | Hạng C          | Free Class      | Kỳ               | Long Vương       | Tổ 1             | Tổ 2             | Tổ 3             | Tổ 4             | Tổ 5             | Tổ 6             |
| Đầu mùa giải | Kỳ             | Danh Nhân       | Hạng A          | Tổ 1            | Tổ 2            | Tổ 1            | Tổ 2            | Free Class      | Kỳ               | Long Vương       | Tổ 1             | Tổ 2             | Tổ 3             | Tổ 4             | Tổ 5             | Tổ 6             |
| --- | -------------- | --------------- | --------------- | --------------- | --------------- | --------------- | --------------- | --------------- | ---------------- | ---------------- | ---------------- | ---------------- | ---------------- | ---------------- | ---------------- | ---------------- |
| 2003 | 62             | Chưa thăng đẳng | Chưa thăng đẳng | Chưa thăng đẳng | Chưa thăng đẳng | Chưa thăng đẳng | Chưa thăng đẳng | Chưa thăng đẳng | 17               |                  |                  |                  |                  |                  |                  | Tổ 6             |
| 2004 | 63             |                 |                 |                 |                 |                 | C244            |                 | 18               |                  |                  |                  |                  |                  |                  | Tổ 6             |
| 2005 | 64             |                 |                 |                 |                 |                 | C229            |                 | 19               |                  |                  |                  |                  |                  | Tổ 5             |                  |
| 2006 | 65             |                 |                 |                 |                 |                 | C206            |                 | 20               |                  |                  |                  |                  |                  | Tổ 5             |                  |
| 2007 | 66             |                 |                 |                 |                 |                 | C207            |                 | 21               |                  |                  |                  |                  |                  | Tổ 5             |                  |
| 2008 | 67             |                 |                 |                 |                 | C123            |                 |                 | 22               |                  |                  |                  |                  | Tổ 4             |                  |                  |
| 2009 | 68             |                 |                 |                 |                 | C107            |                 |                 | 23               |                  |                  |                  |                  | Tổ 4             |                  |                  |
| 2010 | 69             |                 |                 |                 |                 | C119            |                 |                 | 24               |                  |                  |                  | Tổ 3             |                  |                  |                  |
| 2011 | 70             |                 |                 |                 |                 | C103            |                 |                 | 25               |                  |                  |                  |                  | Tổ 4             |                  |                  |
| 2012 | 71             |                 |                 |                 |                 | C109            |                 |                 | 26               |                  |                  |                  |                  | Tổ 4             |                  |                  |
| 2013 | 72             |                 |                 |                 | B222            |                 |                 |                 | 27               |                  |                  |                  |                  | Tổ 4             |                  |                  |
| 2014 | 73             |                 |                 | B113            |                 |                 |                 |                 | 28               |                  |                  |                  |                  | Tổ 4             |                  |                  |
| 2015 | 74             |                 |                 | B108            |                 |                 |                 |                 | 29               |                  |                  |                  | Tổ 3             |                  |                  |                  |
| 2016 | 75             |                 |                 |                 | B201            |                 |                 |                 | 30               |                  |                  |                  | Tổ 3             |                  |                  |                  |
| 2017 | 76             |                 |                 |                 | B209            |                 |                 |                 | 31               |                  |                  | Tổ 2             |                  |                  |                  |                  |
| 2018 | 77             |                 |                 |                 | B204            |                 |                 |                 | 32               |                  |                  | Tổ 2             |                  |                  |                  |                  |
| 2019 | 78             |                 |                 |                 | B204            |                 |                 |                 | 33               |                  |                  |                  | Tổ 3             |                  |                  |                  |
| 2020 | 79             |                 |                 |                 | B206            |                 |                 |                 | 34               |                  |                  |                  |                  | Tổ 4             |                  |                  |
| 2021 | 80             |                 |                 |                 | B208            |                 |                 |                 | 35               |                  |                  |                  |                  | Tổ 4             |                  |                  |
| 2022 | 81             |                 |                 |                 | B205            |                 |                 |                 | 36               |                  |                  |                  |                  | Tổ 4             |                  |                  |
| 2023 | 82             |                 |                 |                 | B204            |                 |                 |                 | 37               |                  |                  |                  |                  | Tổ 4             |                  |                  |
| Chữ đóng khung tại Thuận Vị chiến và Long Vương chiến biểu thị Khiêu chiến giả. Số nhỏ tại Thuận Vị chiến là Thuận Vị. (xĐiểm giáng hạng có sẵn / *Điểm giáng hạng phải nhận / +Điểm giáng hạng được xóa) "F" tại Thuận Vị chiến biểu thị Free Class (FX: Kỳ thủ được xếp vào Free Class / FT: Kỳ thủ tự nguyện chuyển xuống Free Class) Chữ đậm tại Long Vương chiến biểu thị chiến thắng tổ, số tổ kèm (chữ nhỏ) biểu thị kỳ thủ không chuyên. |                |                 |                 |                 |                 |                 |                 |                 |                  |                  |                  |                  |                  |                  |                  |                  |

### Đại Thưởng
- Lần thứ 35 (năm 2007): Tỷ lệ thắng cao nhất, Tân binh của năm
- Lần thứ 41 (năm 2013): Tỷ lệ thắng cao nhất

## Sách đã xuất bản

### Đơn tác giả
- Saishin Senpō Hisshō Guide - Kore ga Wakate Pro no Jōshiki da 最新戦法必勝ガイド―これが若手プロの常識だ [Hướng dẫn về các chiến pháp mới nhất - Đây là kiến thức cơ bản của các kỳ thủ chuyên nghiệp trẻ]. Mainichi Communications. Tháng 11 năm 2006. ISBN 4-8399-2208-X.
- Ama no Shiranai Saishin Jōseki アマの知らない最新定跡 [Định thức mới nhất mà các kỳ thủ nghiệp dư chưa biết]. Mainichi Communications. Tháng 12 năm 2008. ISBN 978-4-8399-3080-6.
- Maicomi Shōgi BOOKS Rival ni katsu Saishin Jōseki マイコミ将棋BOOKS ライバルに勝つ最新定跡 [Tủ sách Shogi Maicomi: Định thức để chiến thắng đối thủ của bạn]. Mainichi Communications. Tháng 9 năm 2010. ISBN 978-4-8399-3698-3.
- Gokigen Nakabisha no Kyōsho (Saikyō Shōgi 21) ゴキゲン中飛車の急所(最強将棋21) [Mấu chốt của Trung Phi Xa mời gọi (Shogi Mạnh nhất 21)]. NXB Asakawa. Tháng 12 năm 2011. ISBN 978-4-8613-7033-5.
- Saishin Jōseki Murayama Report (Mynavi Shōgi BOOKS) 最新定跡村山レポート(マイナビ将棋BOOKS) [Báo cáo về các định thức mới nhất của Murayama (Tủ sách Shogi Mynavi)]. Mynavi. Tháng 7 năm 2012. ISBN 978-4-8399-4377-6.
- Murayama Yasuaki no Ibisha tai Furibisha Shitte tokusuru Joban-jutsu 山慈明の居飛車対振り飛車知って得する序盤術 [Các kỹ thuật khai cuộc nên biết của Murayama Yasuaki khi chơi Cư Phi Xa chống Chấn Phi Xa]. NHK. Tháng 5 năm 2017. ISBN 978-4-14-016250-7.

### Đồng tác giả
- Tobe Makoto; Watanabe Akira; Nagase Takuya (Tháng 5 năm 2013). Wakate Seiei ga Gendai Shōgi wo Kiru (Mynavi Shōgi BOOKS) 若手精鋭が現代将棋を斬る(マイナビ将棋BOOKS) [Shogi hiện đại của các kỳ thủ trẻ mạnh nhất (Tủ sách Shogi Mynavi)]. Mynavi. ISBN 978-4-8399-4712-5.